# Pierre Cuypers

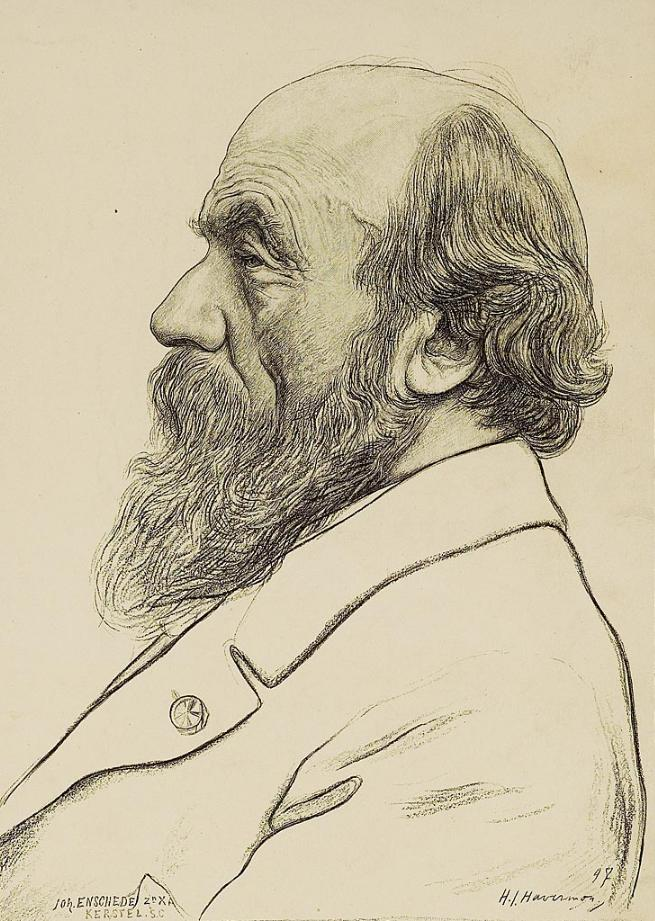
Porträt Cuypers von Henrik Johannes Havermann (1897)

Petrus Josephus Hubertus Cuijpers, Nachname allgemein verbreitet in der Schreibweise Cuypers, mit Vornamen auch Pierre genannt, (* 16. Mai 1827 in Roermond; † 3. März 1921 ebenda) war ein niederländischer Architekt sowie Kunst- und Kunsthandwerksunternehmer. Er gilt als einer der bedeutendsten Architekten des Historismus. Pierre Cuypers leitete im letzten Viertel des 19. Jahrhunderts in den Niederlanden und auch anderen Ländern den Neu- oder Umbau zahlreicher Gebäude, insbesondere von Kirchen.

## Leben

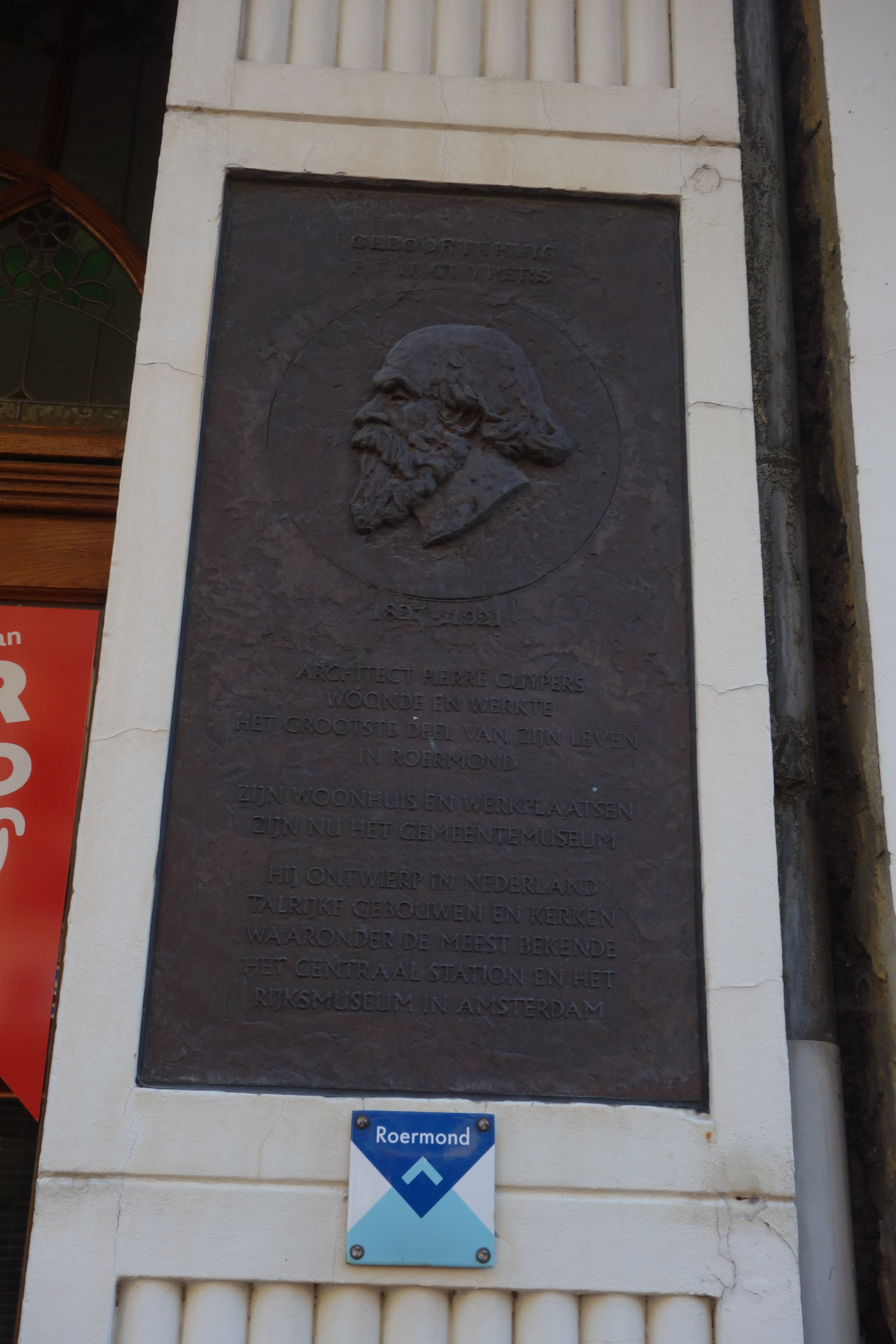
Plakette (Geburtsort, Roermond)

Pierre Cuypers wurde als neuntes und jüngstes Kind der Eheleute Joannes Hubertus Cuijpers (1769–1858) und Mara Joanna Bex (1781–1874) geboren. Sein Vater war Kaufmann und Kirchenmaler von Beruf. Nach dem Besuch des Stedelijk College in Roermond durchlief Pierre Cuypers zwischen 1844 und 1849 eine baukünstlerische Ausbildung an der Kunstakademie in Antwerpen. Zu seinen Lehrern gehörten mit Frans-Andries Durlet, Frans Stoop und Ferdinand Berckmans Pioniere der Neugotik in Belgien. Die Werke des führenden englischen Neugotikers Augustus Welby Northmore Pugin lernte er über Durlet, der mit Pugin persönlich bekannt war, kennen. Das Abschlussexamen bestand Pierre Cuypers 1849 mit einem ersten Preis für Entwürfe im klassistischen wie auch neugotischen Stil sowie im Fach Denkmalpflege. Nach dem Examen kehrte er in seine Heimatstadt Roermond zurück, wo er sich noch 1849 mit seiner ersten Ehefrau Maria Rosalia van de Vin, einer Modistin aus Antwerpen, verlobte.
Entwürfe für eine Arbeitersiedlung, die er mit seinem Kommilitonen Peter Dens ausgearbeitet hatte, wurden 1850 mit einem Geldpreis bedacht. Das Preisgeld nutzte Cuypers zu einer Studienreise entlang des Niederrheines zwischen Xanten und Bonn. Am 26. November 1850 heiratete er seine Verlobte, sie verstarb bereits am 7. November 1855. Aus dieser Ehe gingen zwei Töchter hervor.
Die Stadt Roermond ernannte ihn mit Wirkung zum 1. Januar 1851 zu ihrem Stadtarchitekten, eine Position, die er fast vier Jahre lang innehielt. Im Jahr 1852 bezogen die Eheleute Cuypers die Dienstwohnung des Stadtarchitekten im ehemaligen Penitentenklooster in der Munsterstraat. Zu einem seiner ersten dienstlichen Bauangelegenheiten gehörte der Neubau eines Fährhauses an der Mündung der Rur in die Maas unweit der Roermonder Christoffelkathedraal. Im gleichen Jahr ging er eine Partnerschaft mit dem Roermonder Textilunternehmer Francois Charles Stoltzenberg senior ein; sie gründeten ein Atelier für christliche Bildhauerkunst, das später als Cuypers und Stoltzenberg, Atelier für Christliche Bildhauerkunst, Kirchenmalerei und Kirchenmöbel aller Stilrichtungen firmierte (Anm.: Firma hier ins Deutsche übertragen).
Im Jahr 1858 besuchte der französische Kunsthistoriker und Archäologe Adolphe-Napoléon Didron Cuypers und seine Werkstätten in Roermond. Zu dieser Zeit beschäftigte die Firma sechs Zeichner. 84 Mitarbeiter waren mit der Ausführung von Skulpturen, Altären und anderem Kirchenmobiliar beschäftigt.
Am 1. März 1859 heiratete Pierre Cuypers erneut, und zwar Antoinette Catharine Thérèse Alberdingk Thijm, genannt Nenny. Nenny Cuypers war die Schwester seines Freundes Joseph Alberdingk Thijm und beherrschte die deutsche, italienische, französische und englische Sprache. Sie war auch eine begabte Sängerin und Malerin und arbeitete in der Firma Cuypers und Stoltzenberg nicht nur im Büro, sondern auch im Entwurf mit. Aus der Ehe gingen drei Töchter und zwei Söhne hervor. Der erstgeborene Sohn aus dieser Verbindung, Joseph Cuypers (* 10. Juni 1861, † 12. Januar 1949), wurde ebenfalls Architekt und ein enger Mitarbeiter seines Vaters, sowie, nach Auflösung der Gesellschaft mit Stoltzenberg, ab 1892 Partner in der neu gegründeten Firma Cuypers & Co.
Im Jahr 1864 zog das Ehepaar mit seinen Kindern nach Amsterdam um; 1892 dann mit den beiden jüngeren Töchtern zurück in die Provinz Limburg, nach Valkenburg aan de Geul. Nach dem Tod seiner zweiten Frau 1898 zog Pierre Cuypers wieder in seine Heimatstadt zurück, die Leitung der Werkstätten übertrug er im gleichen Jahr an seinen Sohn Joseph (genannt Jos).
Cuypers war auch in der Ausbildung des kunstgewerblichen und zeichnerischen Nachwuchses aktiv. Auf seine Veranlassung hin wurde 1891 in Amsterdam die Rijksschool voor Kunstnijverheid (staatliche Kunstgewerbeschule) sowie die Rijksnormaalschool voor Tekenleraren (staatliche Kunstschule für Zeichenlehrer). Er war an beiden Schulen als Lehrer tätig.
Es wird vermutet, dass Pierre Cuypers Synästhetiker war.

## Ehrungen
Die Rijksuniversiteit Utrecht verlieh Pierre Cuypers 1886 ihre Ehrendoktorwürde; ein weiterer Ehrendoktor folgte 1907 durch die Technische Universität Delft.
Pierre Cuypers war unter anderem Mitglied des dritten Ordens des heiligen Dominikus, Großoffizier im Hausorden von Oranien, Kommandeur im Orden vom Niederländischen Löwen und Großkreuz-Ritter im Orden von Oranien-Nassau. 1896 wurde er als auswärtiges Mitglied in die Académie des Beaux-Arts und 1899 als assoziiertes Mitglied in die Académie royale des Sciences, des Lettres et des Beaux-Arts de Belgique aufgenommen.

## Werke
→ Werke von Pierre Cuypers

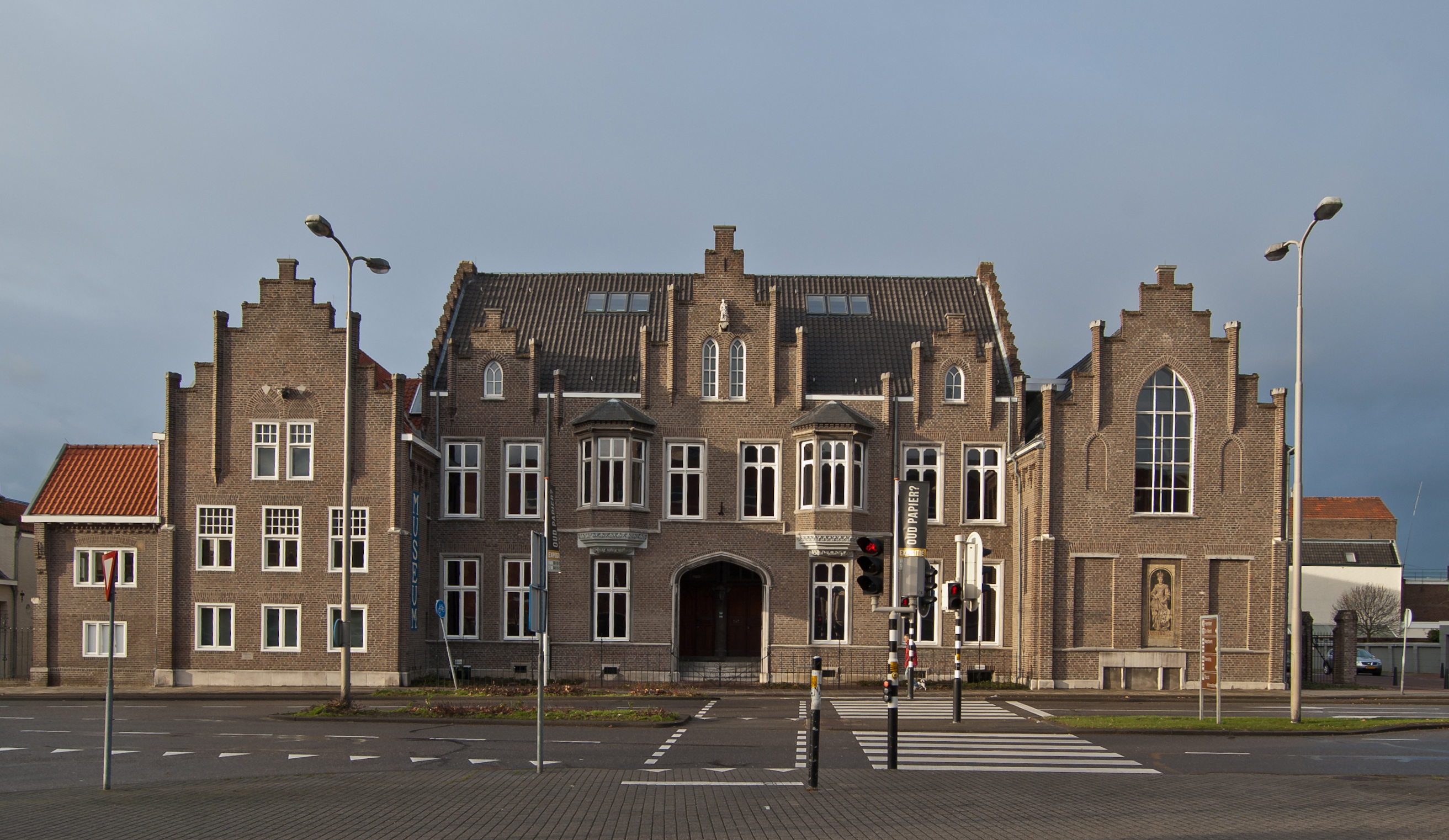
Wohnhaus und Werkstatt von Pierre Cuypers in Roermond, ein eigener Entwurf Cuypers (1853), heute Stedelijk Museum

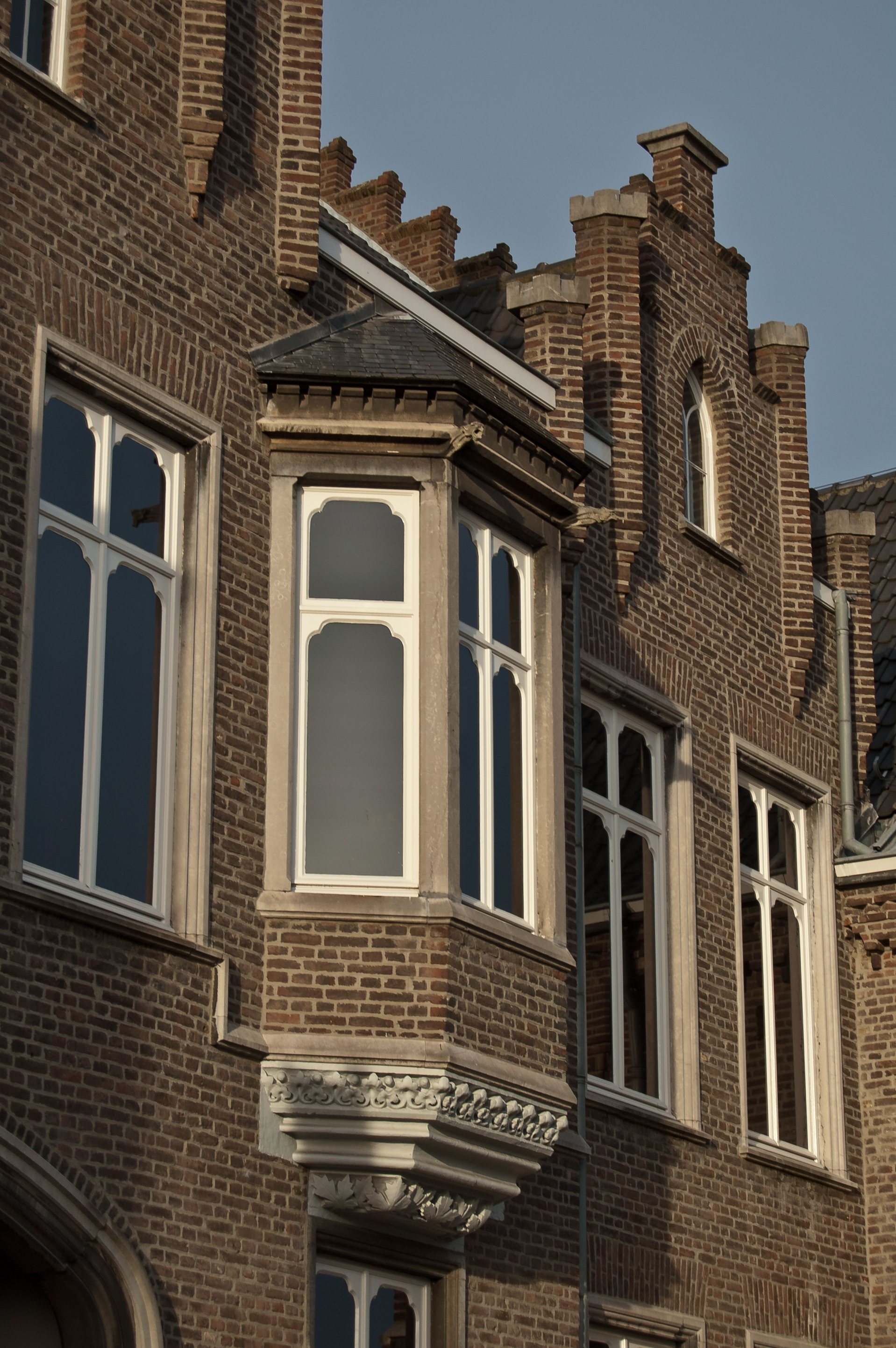
Fassadendetail des Wohnhauses von Pierre Cuypers in Roermond

Der erste verwirklichte Kirchenentwurf von Pierre Cuypers war die Kirche in Oeffelt, Provinz Noord-Brabant (1853). Einer seiner ersten größeren Aufträge war die Restaurierung der Münsterkirche in seiner Heimatstadt (1859). Ferner entwarf er zum Beispiel die neugotische Kirche St. Catharina in Eindhoven (1859). Bei der Restaurierung der Ostgruppe des Mainzer Doms in den 1870er Jahren ließ er diese nach eigenen Plänen in hauptsächlich romanisierenden Formen ausführen. Dabei schuf er als Gegenpol zum vorhandenen Westturm den hohen, eher gotisch wirkenden Ostturmhelm, der ein gotisches Glockengeschoss und die Eisenkuppel von Georg Moller ersetzte. Zu seinen wichtigsten Kirchen zählt auch St. Bonifatius in Leeuwarden (1882–1884).
Bei seinen neugotischen Kirchenbauten orientierte sich Cuypers zunächst stilistisch an der frühen französischen Gotik, ließ die Bauwerke jedoch in Backstein ausführen. Ab etwa 1870 verwendete er vermehrt Stilelemente der niederländischen Gotik, so etwa in der Sint-Clemenskerk in Nes auf Ameland. Aus der Hand Cupyers stammen aber auch Entwürfe für kleinere Objekte wie Wohnhäuser oder Kapellen.
1877 begann er den Bau des 1885 seiner Bestimmung übergebenen Reichsmuseums in Amsterdam. Es wird neben dem Amsterdamer Hauptbahnhof als das wichtigste Werk Cuypers angesehen. Beide Bauten sind stilistisch der niederländischen Renaissance angenähert und damit nicht nur von der Funktion, sondern auch vom Stil her, Sonderfälle seines Werkes. Die Sint-Martinuskerk in Groningen entstand 1895. Sie wurde 1982 abgerissen; heute steht auf dem Gelände die Universitätsbibliothek Groningen.
Die bis 1912 andauernde Wiederherstellung des Kasteel de Haar in Haarzuilens bei Utrecht zu einer ausgedehnten Schlossanlage folgte ab 1892. Die Burg, im Mittelalter eine der größten Burgen der Niederlande, war nur noch eine Ruine ohne Dach. Das Projekt für Baron Etienne van Zylen van Nyevelt (1860–1934) und seine Ehefrau Hélène de Rothschild (1863–1947), das auch den Bau einer Kirche und eine Umsiedlung des gesamten Dorfes Haarzuilens umfasste, entwickelte sich zu einem wahren Großauftrag für Cuypers und seine Firma. Cuypers lieferte nicht nur die Entwürfe für die Baulichkeiten und die Bauplastik, sondern, abgesehen vom Appartement der Baronin, auch noch für kleinste Details der Innenarchitektur. Ferner wurde auch das Mobiliar bis hinunter zum Essbesteck und den Uniformen der Bediensteten durch die Firma Cuypers entworfen. Teils wurde die Ausstattungsstücke von dieser selbst angefertigt, teils aber auch, wie das Besteck, an Drittfirmen vergeben. Der Bau wurde haustechnisch nach dem neuesten Stand mit Heizung, elektrischer Beleuchtung und einer Vielzahl von Bädern ausgestattet. Um die gefangenen Räume der ursprünglichen Hauptburg unabhängig voneinander zugänglich zu machen, ergänzte man reich durchgebildete umlaufende Galerien um den Innenhof. Dieser wurde überdacht, damit er als eine große, nach dem Wunsch des Bauherrn kathedralenhafte Halle genutzt werden konnte.
Cuypers schrieb: Der Dom zu Mainz. Baugeschichtliche Skizze (1878).

## Bildergalerie

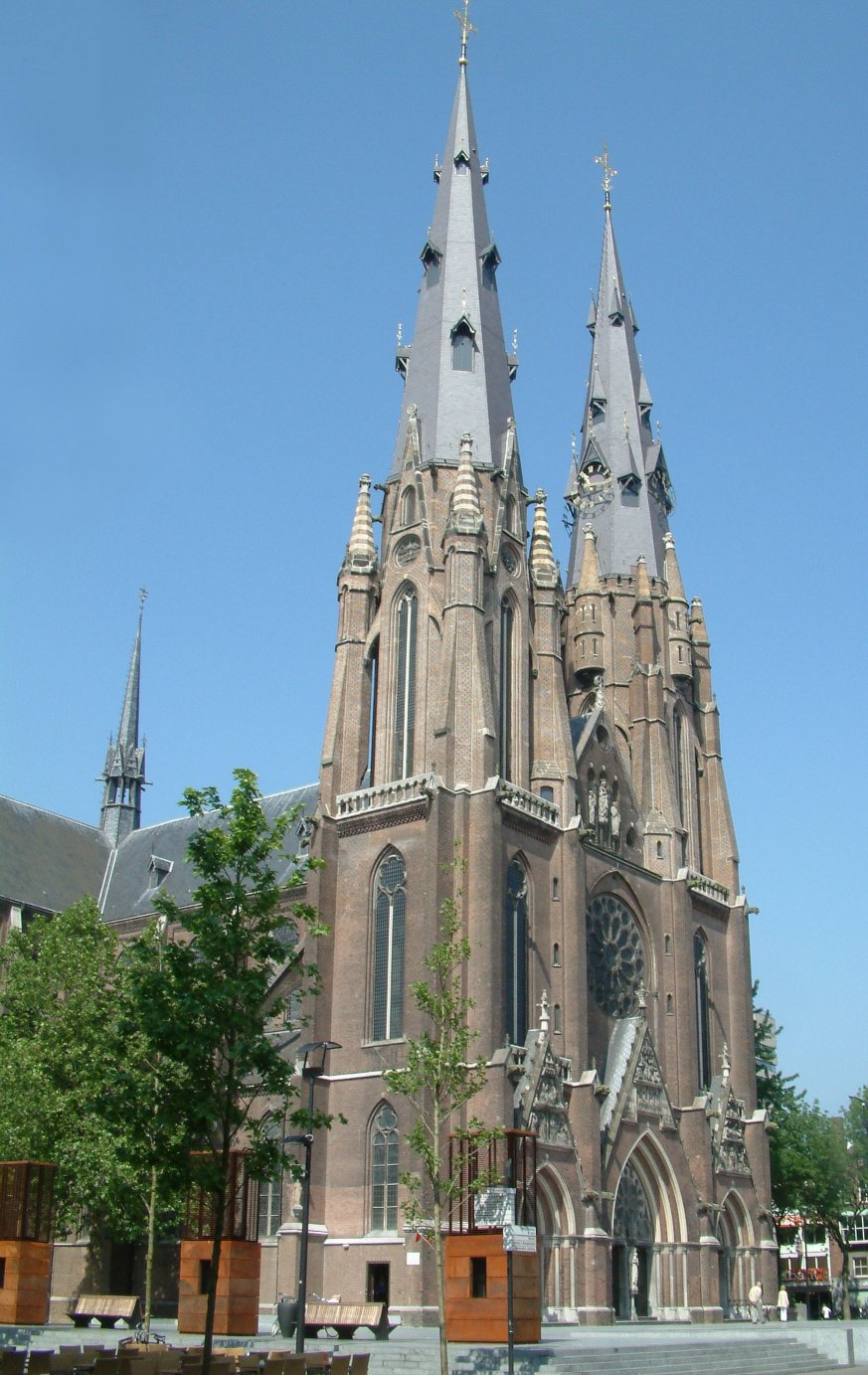
Catharinakerk Eindhoven
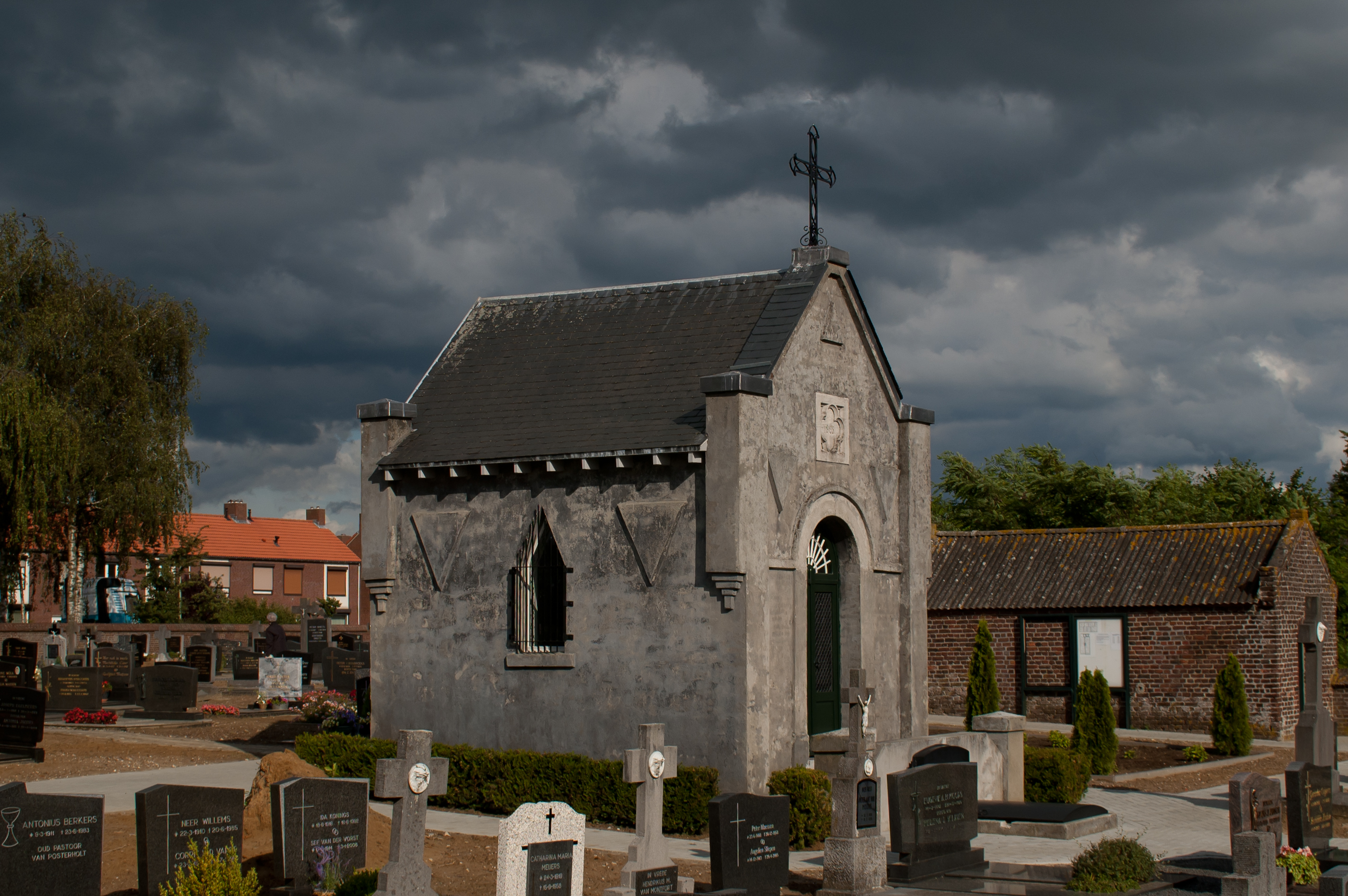
Gruftkapelle der Familie Geraedts in Posterholt bei Roermond (1865)
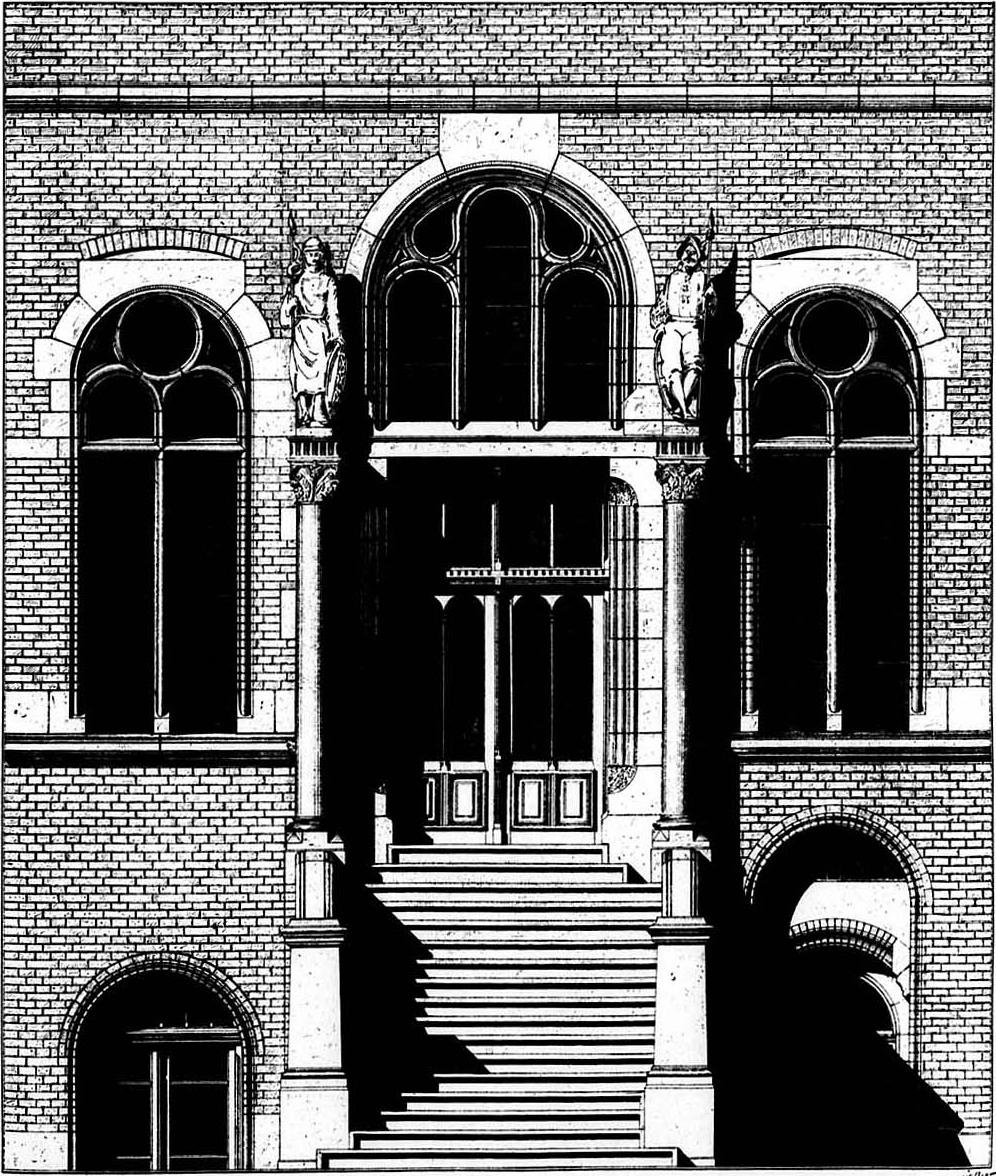
Rijksmuseum Amsterdam, Fassadendetail des westlichen Innenhofes
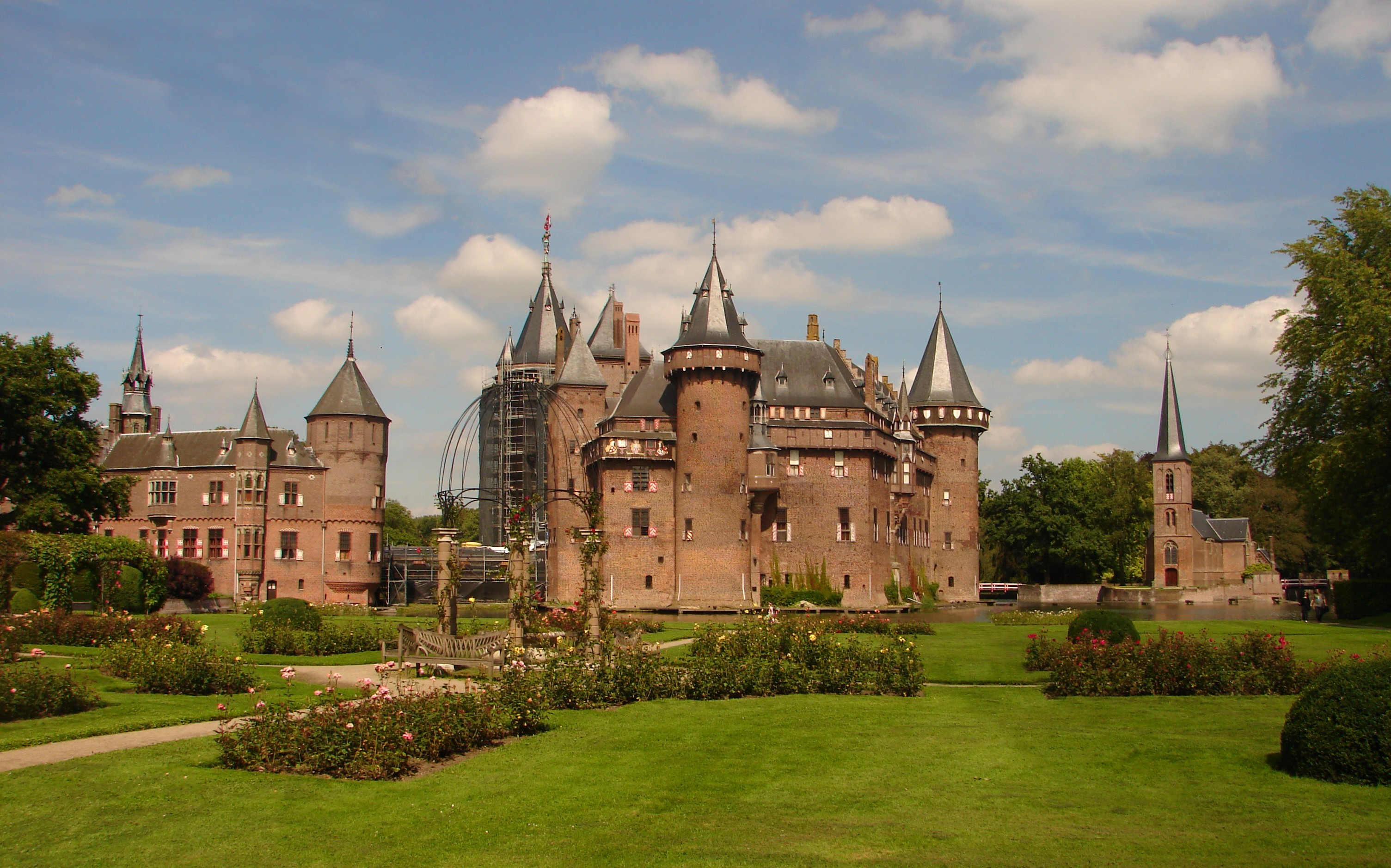
Kasteel de Haar, Haarzuilens
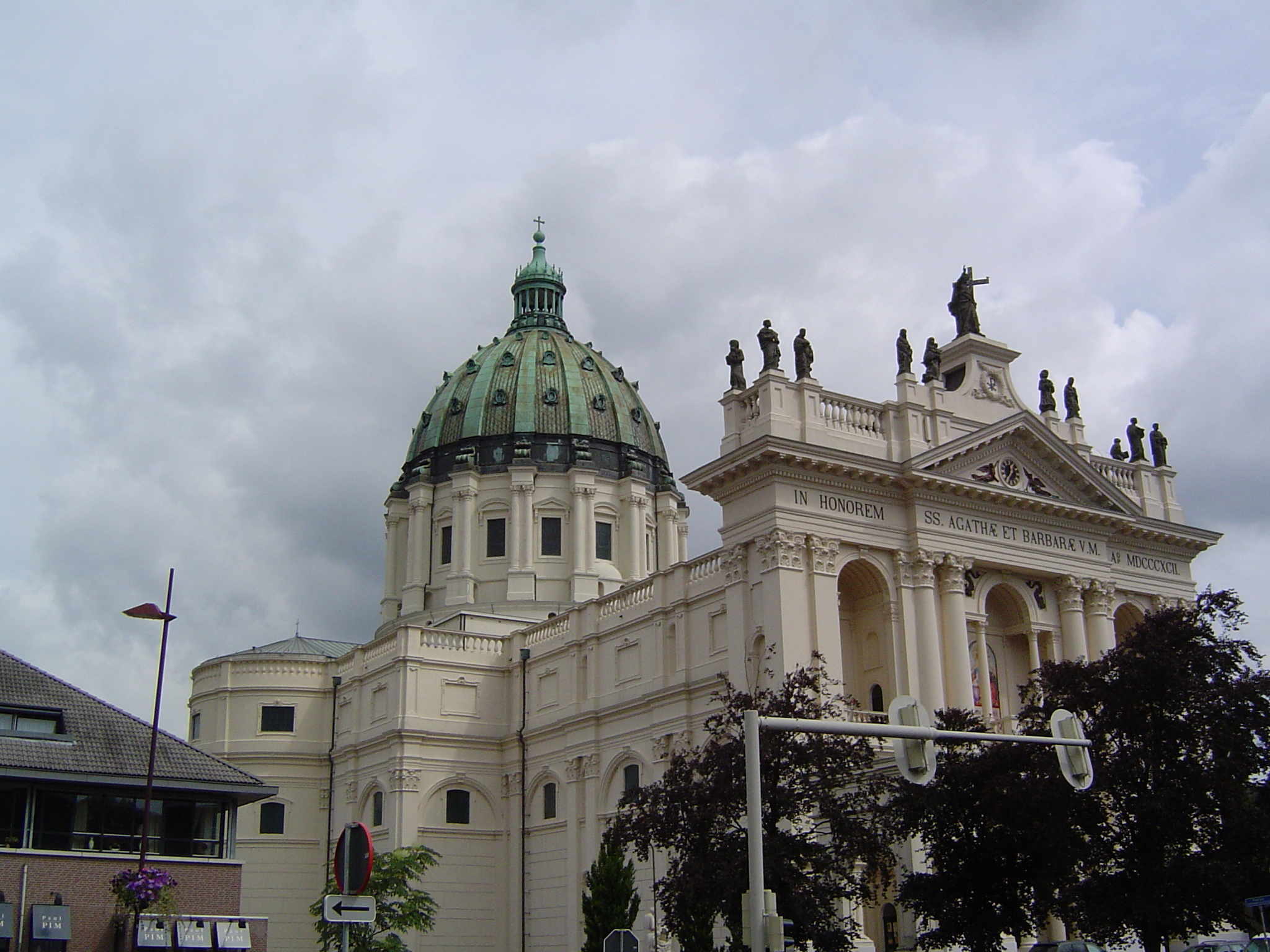
Basilika St. Agatha und Barbara in Oudenbosch